# 奇雲·艾度曉
奇雲·艾度曉（英語：Kelvin Etuhu，1988年5月30日—）是一名尼日利亞裔的英格蘭足球運動員，可擔任右翼或前鋒，出身曼城。奇雲·艾度曉的哥哥是迪臣·艾度曉。

## 生平

### 球會
艾度曉出身曼城青訓系統，2005/06年球季協助曼城青年隊晉級英格蘭足總青年盃決賽，兩回合累計2-3僅負於利物浦屈局亞軍。2007年仍在曼城預備隊上陣的艾度曉獲外借到罗奇代尔汲汲上陣經驗，不幸因膝傷被提早遣回。9月25日英格蘭聯賽盃對诺里奇城首次代表一隊上陣。12月15日在英超對保頓射入首個入球。
2008年3月4日被外借到英冠護級球隊莱斯特城直到球季結束。2009年8月22日艾度曉再被外借到英冠球會卡迪夫城一個球季，期間雖然受到傷患困擾，仍然取得上陣16場聯賽及1場盃賽，並在3場升班附加賽上陣，惟最終不敵黑池而錯失升班機會。
2010/11年艾度曉沒有被曼城包括入英超註冊名單內，其後更因在曼徹斯特的賭場外傷人而被判入獄8個月，而曼城亦與他提前解除合約。
2012年1月19日，艾度曉於出獄後跟隨樸茨茅夫操練，經過兩個半月，終獲樸茨茅夫提供一紙合約。
隨著樸茨茅夫遭遇財困兼降班英甲後，艾度曉於2012年5月被棄用。6月9日加盟英冠球會巴恩斯利，簽約一年。

### 國家隊
雖然有資格代表英格蘭出賽，由於入選機會不大，艾度曉希望追隨哥哥迪臣的腳步效力出生地的尼日利亞。

## 外部連結
- 足球数据库：奇雲·艾度曉的球员统计数据